# جورج أو. هيوز
جورج أو. هيوز (بالإنجليزية: George O. Hughes)‏ هو فنان غاني وأمريكي، ولد في 23 ديسمبر 1962م.